# Alejo Comneno (coemperador)
Alejo Comneno (en griego: Ἀλέξιος Κομνηνός), era el hijo mayor del emperador bizantino Juan II Comneno y de su esposa Irene de Hungría.
Nació en febrero de 1106 en Balabista en Macedonia, fue hecho coemperador con su padre a los 16 o 17 años de edad y murió el 2 de agosto de 1142 en Adalia, Panfilia.
Era el hermano mayor del emperador Manuel I Comneno, y tenía una hermana gemela, María Comnena (además de otros hermanos).